# Emil Czech

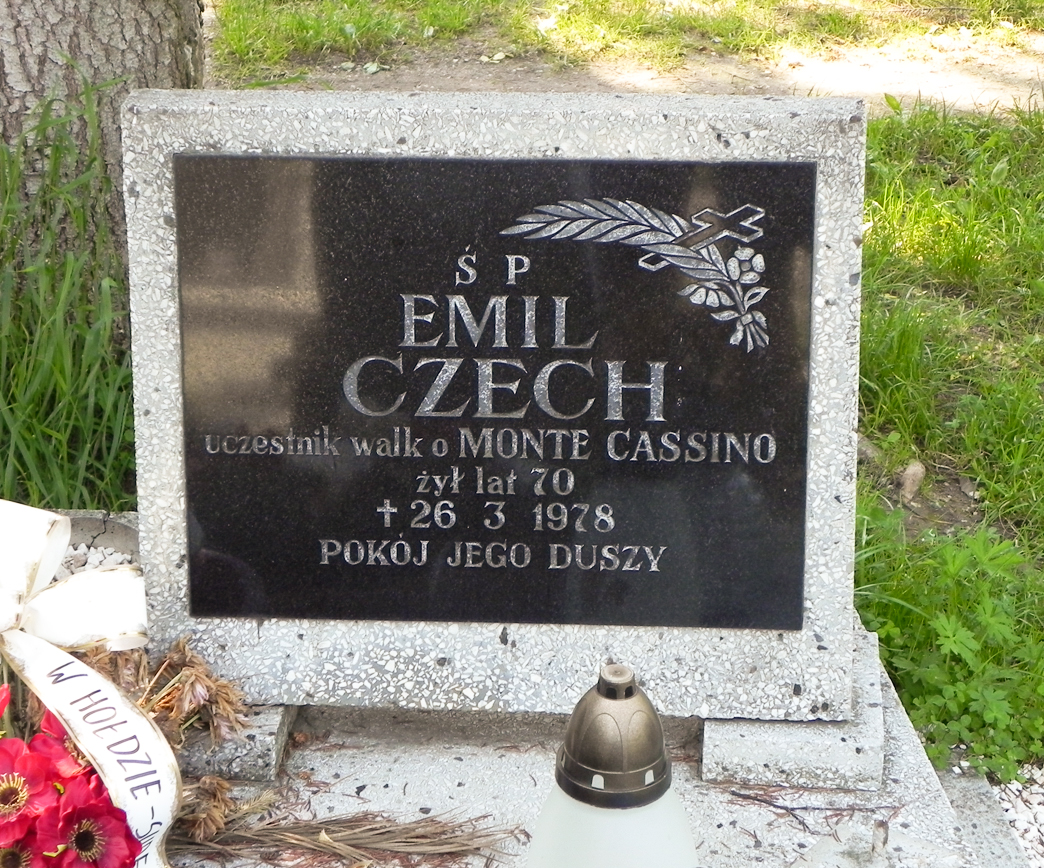
Nagrobek Emila Czecha na Cmentarzu Komunalnym w Kłodzku

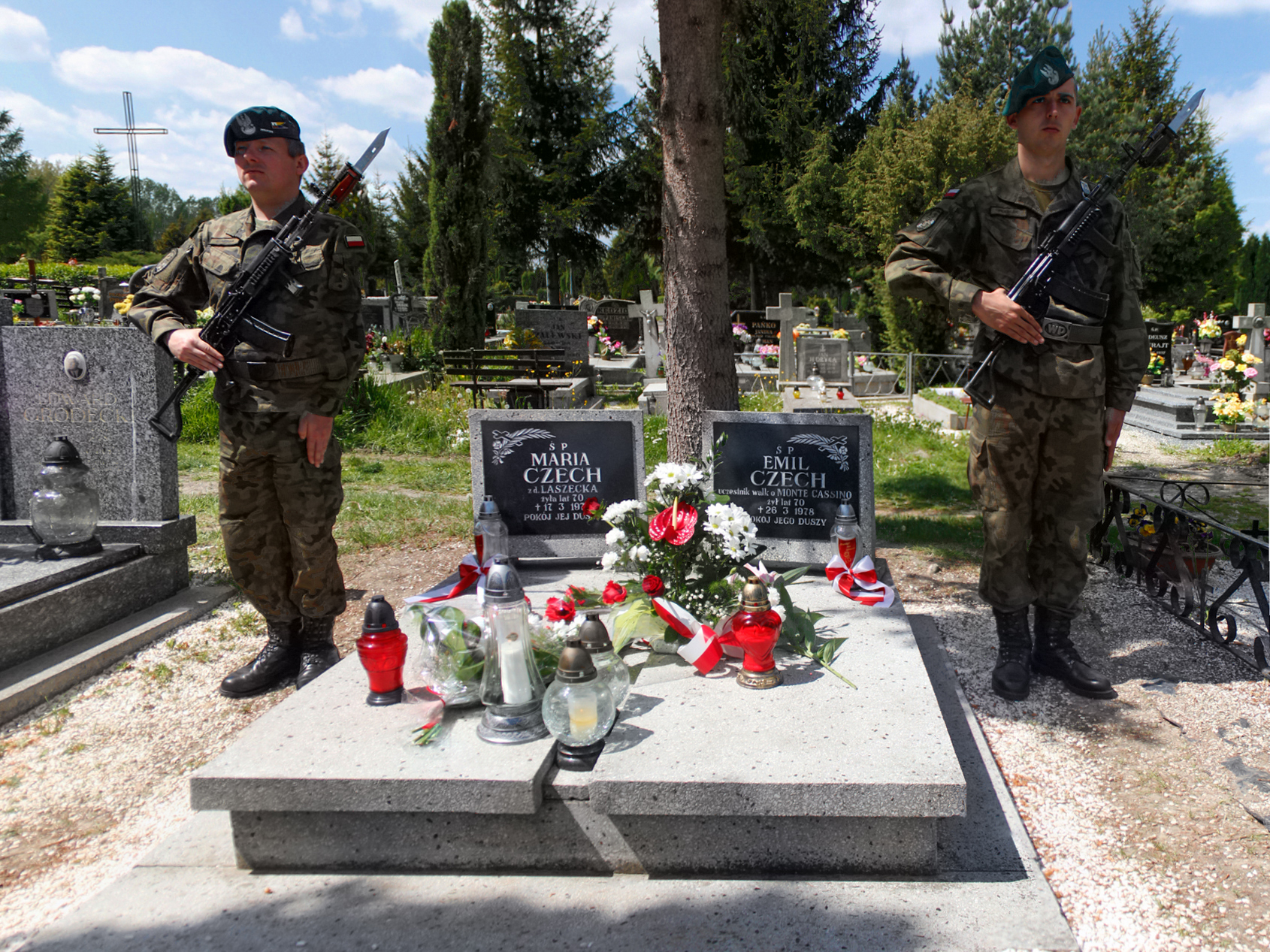
Warta honorowa przy grobie Emila Czecha w 71. rocznicę zakończenia bitwy na Monte Cassino

Emil Czech (ur. 8 sierpnia 1908 w Bobowej w pow. gorlickim, zm. 26 marca 1978) – plutonowy Wojska Polskiego, trębacz.

## Młodość
Był synem Józefa i Marii z domu Szubrawskiej. Ukończył 6 klas gimnazjum i trzyletnią szkołę przemysłową. Do wybuchu II wojny światowej był pracownikiem umysłowym. W 1927 powołany został do służby wojskowej w 1 Pułku Saperów Kolejowych w Krakowie. Przed wybuchem wojny miał przydział do orkiestry 1 Batalionu Mostów Kolejowych w Krakowie, w której często grywał też i hejnał mariacki.

## Udział w II wojnie światowej
W kampanii wrześniowej walczył na odcinku Stryj, Krupsko, Skulsko i Wodjatycze. 20 września wraz ze swoją jednostką przekroczył granicę węgierską, następnie do 1940 r. przebywał w obozie dla internowanych żołnierzy polskich. W ramach organizowanych przerzutów, przez Jugosławię, Grecję, Turcję i Syrię, przedostał się do Palestyny i został wcielony do Samodzielnej Brygady Strzelców Karpackich. Szlak bojowy Emila Czecha prowadził przez Aleksandrię, Tobruk, aż na wzgórze pod Gazalą. Na przełomie lat 1943 i 1944, „Karpatczyków” przerzucono do Włoch nad rzekę Sangro, gdzie mieli wziąć udział w przełamaniu Linii Gustawa. W kwietniu 1944 r. nastąpiła koncentracja jednostek pod Monte Cassino.

## Hejnał Mariacki na Monte Cassino
18 maja 1944, gdy do jego jednostki, 3 Karpackiego Batalionu Saperów, dotarł meldunek, że Polacy zajęli wzgórze 593, kluczowe dla obrony góry klasztornej i potem, gdy nad Monte Cassino pojawił się proporczyk 12 pułku Ułanów Podolskich i biało-czerwona flaga, z rozkazu generała Bronisława Ducha i przekazującego mu rozkaz dowódcy płk Władysława Rakowskiego, odegrał w południe hejnał mariacki na dopiero co zdobytych ruinach klasztoru Monte Cassino.
By wykonać rozkaz, musiał pokonać w niespełna dwie godziny kilkunastokilometrowy dystans, w górach i pod niemieckim ostrzałem. Czech dostał kornet C i wraz z kierowcą ruszyli pod górę samochodem, jednak w połowie drogi pojazd zatrzymał się, a kierowca oznajmił, że dalej nie jedzie, bo chce żyć. Na szczęście Czech zobaczył nadjeżdżającego znajomego lekarza Stanisława Szczepanka, który podwiózł Czecha tak blisko klasztoru, jak się dało. Ostatnim odcinkiem drogi była wspinaczka po skałach. Na szczyt wzgórza wszedł tuż przed godziną 1200. Zdenerwowany i wzruszony E. Czech podszedł pod falującą na wietrze polską flagę. Choć grał hejnał już nie raz, tym razem bał się, żeby się nie pomylić. Wokół zebrali się żołnierze i fotoreporterzy. Pod masztem z polską flagą, w towarzystwie plutonowego Chomy oraz w obecności angielskich i amerykańskich korespondentów wojennych, ponad złomami ruin i skał, w samo południe odegrał na kornecie powszechnie znane pięć dźwięków rozłożonego trójdźwięku durowego.

## Po wojnie
Emil Czech wrócił do kraju z Anglii w 1947 i osiedlił się w Kłodzku, podejmując pracę w PKP, gdzie pracował ponad dwadzieścia lat m.in. jako rewident wagonów na stacji Kłodzko Główne, prowadził zajęcia praktycznej nauki zawodu dla młodzieży, ostatnio jako kierowca sanitarki w Przychodni Obwodowej PKP w Kłodzku, aż do przejścia na emeryturę. Występował w kilkuosobowym chórze męskim, który działał przy kłodzkim Domu Kultury „Kolejorz”. Był także członkiem dętej orkiestry kolejowej, ławnikiem sądowym, członkiem zarządu oddziału ZBoWiD w Kłodzku. Był prelegentem w szkołach kłodzkich opowiadając młodzieży o swym wojennych doświadczeniach, w szczególności o bitwie pod Monte Cassino. Czech spoczywa na cmentarzu w Kłodzku, jego grobem opiekują się uczniowie Szkoły Podstawowej nr 2 im. Żołnierzy z Monte Cassino z Polanicy-Zdroju. Grób ten został wpisany do ewidencji grobów weteranów walk o wolność i niepodległość Polski IPN.

## Upamiętnienie
W listopadzie 2019 Rada Miejska w Kłodzku podjęła uchwałę o wzniesieniu pomnika upamiętniającego plut. Emila Czecha w Kłodzku. Pomysłodawcą postawienia pomnika Emila Czecha było Stowarzyszenie Żołnierzy i Przyjaciół Wojsk Górskich „Karpatczycy”. Projekt oraz postawienie pomnika zostały sfinansowane przez społeczny komitet organizacyjny z dotacji władz Kłodzka, starostwa powiatowego i ze zbiórki publicznej. Autorem projektu pomnika, opartym na słynnym zdjęciu Emila Czecha spod Monte Cassino, jest artysta-rzeźbiarz Wojciech Batko. Instytut Pamięci Narodowej sfinansował wykonanie modelu i odlewu rzeźby w brązie. W 78. rocznicę zdobycia Monte Cassino i odegrania przez Czecha hejnału, 18 maja 2022, pomnik uroczyście odsłonięto w Parku Przyjaźni Wojsk Górskich w Kłodzku.

## Ordery i odznaczenia
- Krzyż Kawalerski Orderu Odrodzenia Polski[1].
- Brązowy Krzyż Zasługi z Mieczami
- Krzyż Pamiątkowy Monte Cassino
- Odznaka za Rany i Kontuzje z jedną gwiazdą
- 1939–1945 Star
- Africa Star
- Italy Star
- War Medal
- odznaka Samodzielnej Brygady Strzelców Karpackich

## Telewizyjny Wielki Test z historii
W III edycji Wielkiego Testu z historii pt. „1939. Zaczęło się w Polsce”, zorganizowanego przez Telewizję Polską, odbywającego się i emitowanego w dniu 31 sierpnia 2009 r., dotyczyło epizodu odegrania hejnału na Monte Cassino. Brzmiało ono: Jaki utwór na trąbce zagrał polski żołnierz na szczycie Monte Cassino? W pytaniu był błąd merytoryczny, bowiem Czech grał na kornecie, a nie trąbce.